# Biblioteca universitária da Bratislava
A Biblioteca Universitária da Bratislava (ULB) é uma biblioteca da cidade de Bratislava, a mais antiga da Eslováquia, fundada em 1919.

## História
A biblioteca foi uma das primeiras instituições culturais e educacionais configurada na então recém-fundada República da Checoslováquia após a primeira guerra mundial,. Sua origem, em 1919, estava intimamente ligada a recém-fundada na Universidade Estadual Comenius Czechol, de onde o nome da universidade refletiu-se nas Ruínas. A biblioteca nunca se tornou parte integrante da universidade, embora as relações entre as duas instituições foram baseadas na colaboração.
A ULB tornou-se a primeira biblioteca de direito ao depósito judicial do território da Eslováquia, a única que tem mantido esta tradição desde 1919.
As ruínas históricas e coleções de livros também tem o caráter de um repositório da coleção. Desde então, tem o estatuto de um estado universal para biblioteca de pesquisa. Ao longo da história de suas direções claras podem ser identificados: um sólido lugar de destaque no sistema nacional de bibliotecas e de participação ativa na biblioteca internacional de cooperação.

### A reconstrução
O principal objetivo era renovar e modernizar edifícios que são protegidos como monumentos culturais, eliminando o perigo da estagnação no campo dos serviços da biblioteca. A realização do projeto de investimento "Multifuncional Cultural e Biblioteca do Centro" levou a uma grande renovação e revitalização, permitiu que os usuários da biblioteca para utilizar não só o remodelado e o local que eles já haviam conhecido, mas também as partes de edifícios históricos, que até o momento o público não tem acesso. Pela nova biblioteca de pilhas ter sido construída o número de estações de trabalho tem aumentado. As condições para a proteção da biblioteca histórica e das coleções significativamente melhoradas, incluindo os chamados Coleção Bašagić de af, árabe, turco e persa ,manuscritos inscritos na lista do patrimônio mundial "Memória do Mundo". A biblioteca tradicional transformou em uma mediateca e um portal para o mundo virtual de informações. O perfil da Biblioteca foi ampliado para atender multifuncional, cultural e funções sociais.
O projeto de reconstrução resultou em uma síntese do antigo e do novo: uma biblioteca moderna, equipados com tecnologias do século 21, originalmente interior barroco, complementados por novas exposições, concertos, conferências sociais do local.

## Ponto geográfico
Desde o seu início em 1919, a Biblioteca tem o seu assento no centro de Bratislava, no coração do centro histórico da capital da Eslováquia. Em comparação com outras bibliotecas na cidade ou em algumas cidades regionais, esta localização é única, significa vantagem - Bratislava é, e será, político, econômico, educativo, científico, cultural e social centro do país.
Paradoxalmente, a ponto de vários fatos, impor limites ao seu desenvolvimento - um dos fatores mais limitantes é a sede da Biblioteca, uma das mais atraentes da cidade de localização, bem como o caráter histórico dos seus principais edifícios. Ambos os aspectos praticamente excluir maior expansão no espaço, melhor acesso ao transporte, evitar o reforço de infra-estruturas e serviços.
No presente a ULB é por todos os meios consolidada na instituição como uma bem desenvolvida infra-estrutura e profissionais relevantes. O Library, como uma multifuncional, cultural e biblioteca do centro visitado por aproximadamente 300 mil visitantes e, virtualmente, através da internet, é bastante procurada para a assistência por mais de 700 mil usuários por ano.

## Cooperações
Desde o seu início a ULB estabelece uma missão de cooperação com outras bibliotecas em escala nacional e internacional.
- desde 1970, a ULB é um indivíduo membro da IFLA Federação.
- desde 1997, membro associado do CERL consórcio.
- desde 1990, um membro da LIBER.
- em 1950, a ONU foi aberta um repositório na biblioteca da ULB.
- em 1957, a UNESCO é parte integrante da Biblioteca. Ela trabalha em estreita colaboração com a UNESCO bibliotecas, em todo o mundo. As escolas associadas da UNESCO, também protegem as atividades da Comissão Nacional para a UNESCO Programa Memória do Mundo. Em 1997, a ULB aderiram à UNESCO ISSN o projeto de identificação de periódicos e outros recursos contínuos e estabeleceu ISSN a Agência Nacional para a Eslováquia em suas dependências. Em 2004, após a adesão do país à União Europeia e à OTAN, a ULB abriu o Repositório da Biblioteca da OTAN.
- em 1997, o Centro de Estudos Americanos começou a trabalhar na Biblioteca, devido fechar os contatos e a colaboração com USIS agência, em Bratislava, que serviu como base da atual InfoUSA, uma biblioteca e centro de informações.
- em 2004 uma coleção separada dedicada a Rússia e a literatura originada na ULB e o Centro de Estudos Russo foi fundado.
- em Maio de 2005 a Biblioteca Austríaca foi criada em ULB sobre uma iniciativa da Embaixada Austríaca.
- em 2006, o eslovaco CANETA Centro, decidiu doar suas coleções de livros do Mundo CANETA Biblioteca para a ULB.
- em 2006, a Biblioteca Checa foi constituída como contrapartida da Biblioteca eslovaca a Biblioteca Nacional da república checa em Praga.
- desde 2006, as coleções da ULB são enriquecidas pela Biblioteca francesa que é desenvolvida sob os auspícios da Embaixada francesa na Eslováquia.
- em 2007  o Centro Britânico foi aberto em estreita colaboração com o British Council com uma vasta coleção de literatura Britânica que concentraram-se principalmente no ensino da língua inglesa.
- Geothe Institut de Bratislava, está entre as estratégicas da Biblioteca, tem um longo apoio internacional de atividades como seminários, exposições e programas de formação.

Acordos bilaterais de cooperação com o mais próximo e mais respeitados parceiros:
- Biblioteca nacional da república checa em Praga
- Morávia Biblioteca em Brno
- Biblioteca de pesquisa em Olomous
- Biblioteca nacional da Polônia , em Varsóvia
- Nacional Szechényi Biblioteca em Budapeste
- Biblioteca Nacional da áustria , em Viena

Bilateral projetos cooperativos:
- KOBIB com Bielefeld Biblioteca foco na entrega eletrônica de documentos e transferência de nova biblioteca tecnologias da Alemanha e Eslováquia
- CASLIN projeto que ajudou a elevar o padrão de automação em checo e eslovaco bibliotecas

Entre prestigiados parceiros estrangeiros da ULB por meio do projeto Biblioteca Digital Mundial são:
- Bibliotheca Alexandrina, em Alexandria
- Biblioteca nacional do irã
- Biblioteca do Congresso em Washington

Participação em programas Europeus: COPÉRNICO, IST, FP4, FP6, eTEN, ENRIQUECER, MICHAEL Plus, EZB projeto Minerva
A Biblioteca da Universidade inclui a Coleção Bašagić de Manuscritos Islâmicos. A coleção é parte da UNESCO a Memória do Mundo. Tornou-se uma parte do registro, em 1997. Ele inclui obras de Sayf al-Din al-Amidi.

## Relatório anual
Relatório anual da biblioteca do ano de 2015:
- 240 funcionários
- mais de 20.000 usuários ativos
- mais de 500 lugares para os usuários (estações de trabalho)
- mais de 50 lugares para os usuários com computadores da biblioteca
- mais de 6.800,000 usuários em serviços on-line
- mais de 13.000 visitantes de cultura e eventos de educação
- mais de 2.700,000 itens em coleções

## Biblioteca Digital
A Biblioteca Digital da Biblioteca Universitária de Bratislava é uma independente coleção de itens digitalizados - periódicos, estampas antigas, obras de música e trabalho de conclusão de curso - oferecendo acesso a mais de 1.100,000 textos completos das páginas da Eslováquia, principalmente de periódicos.
O mais importante recurso do software é a informação bibliográfica de conteúdo individual e pesquisa avançada. O conteúdo da biblioteca digital é classificado com adição de tags apresentada por facetada de exibição ou estrutura de árvore. O usuário pode marcar itens ou peças como favorito, fazer anotações e compartilhá-los com a pessoa específica que um usuário pode definir livremente a si mesmo. O usuário e o "seu grupo" podem comentar no compartilhar anotações, coleções, objetos ou partes de objetos exibidos através de Facebook, Twitter e Google+. O software da biblioteca digital opera ferramentas eficazes para a seleção de página inteira ou selecionado textual e gráfica zonas do original e arquivos digitalizados, que pode ser copiado e traduzido instantaneamente e facilmente ser extraídos em outras aplicações de software.
Todos os itens permitem pesquisar o conteúdo, e os resultados são apresentados diretamente como cobriu os destaques nas imagens. Também é possível pesquisar o conteúdo através de metadados ou da data em combinação com categorias. Os resultados da pesquisa podem ser visualmente organizados e classificados de acordo com vários critérios.

### Itens acessados
A biblioteca digital oferece livre acesso a itens com direitos autorais para todos os usuários, sem restrições através da internet. Itens protegidos pela lei de direitos autorais está acessível por utilizadores registados de ruínas de rede somente.
O quadro da biblioteca digital é feita pelos livros didáticos para os alunos (ensino fundamental e a escola, a universidade), enciclopédias, dicionários, manuais, publicações científicas, ficção, publicações periódicas (jornais diários, semanários, políticos e de entretenimento, revistas).
Entre as mais interessantes obras da biblioteca Digital existem várias obras de Comenius (Janua Linguarum Reserata e Orbis Pictus) e obras de idade eslovaco grandes escritores e personalidades, como J. M. Hurban, A. Bernolak, M. Hattala, J. Palarik, J. Ribay e S. Tesedik. Na coleção de publicações do século XIX e XX encontram-se o Pressburger Zeitung, Slovenske pohlady, Dom um skola, Domova pokladnica, Adl, Deres, Prudy, e periódicos da primeira metade do século XX como o Gemer-Malohont, Slovenská Pravda, Slovenský adl, conselho nacional jednota, Pohronie. O período da segunda guerra mundial é representada por Gardista, eslovaco, Kulturny zivot, Sloboda, Novy svet e Elan. Obras de Richard Strauss, E. Suchon e muitos canção-os livros podem ser encontradas em obras de música de conjunto.